# كيتي بيري: جزء مني

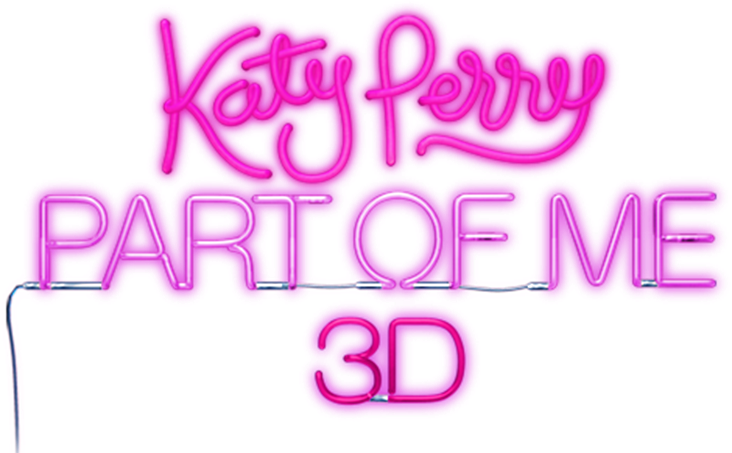

كيتي بيري: جزء مني (تم الإعلان عنه كـ كيتي بيري: جزء مني ثري دي) هو فيلم وثائقي، صُدر الفيلم في عام 2012 حول سيرة ذاتية ثري دي، فيلم موسيقي حول كيتي بيري. أخرجه دان كوتفورث وجين ليبسيتز وتم إصداره في الولايات المتحدة وكندا والمملكة المتحدة وأيرلندا في 5 يوليو 2012.

## الملخص
يعرض الفيلم مقابلات مع بيري وأحبائها الذين يوثقون مسار حياتها، التي تحتوي على مقاطع مختلفة من طفولتها وسنوات المراهقة بالإضافة إلى حياتها المهنية والحياة الشخصية. الفيلم مقسم إلى عروض من جولة الأحلام (كانت جولة الأحلام في كاليفورنيا هي ثاني حفل موسيقي للمغنية الأمريكية كاتي بيري، دعماً لألبومها الاستضافي الثالث أحلام المراهقة.) في كاليفورنيا، والتي أقامت 127 حفلة موسيقية من 20 فبراير 2011 إلى 22 يناير 2012. تم تسجيل معظم العروض في 23 تشرين الثاني 2011 في مركز ستابلز في لوس أنجلوس، ولكن أيضًا شملت العروض في طوكيو وساو باولو. بعض من صديقاتها مثل ريهانا، ليدي غاغا، أديل وجيسي جي يُبدعن في الفيلم. يتضمن الفيلم الوثائقي مشاهد بيري تتعامل مع انهيار زواجها مع الممثل الإنجليزي والكوميدي راسل براند.

## فريق الفيلم
فريق التمثيل الرئيسي

- كيتي بيري
- غلين بالارد
- شانون وودوارد
- أنجيلا هدسون
- ميا موريتي
- بوني ماكي
- آدم مارشيلو
- ماثيو هوبر
- تود ديلانو
- انجليكا كوب باولر
- جوني وجيك
- شييك
- تاشا لايتون
- ايل بول
- راشيل ماركيريان
- ليا أدلر
- سكوت ميريك
- لوكهارت براونلي
- كيث هدسون
- ماري بيري
- ديفيد هدسون
- اشلي ديكسون
- تمرة ناتيسين

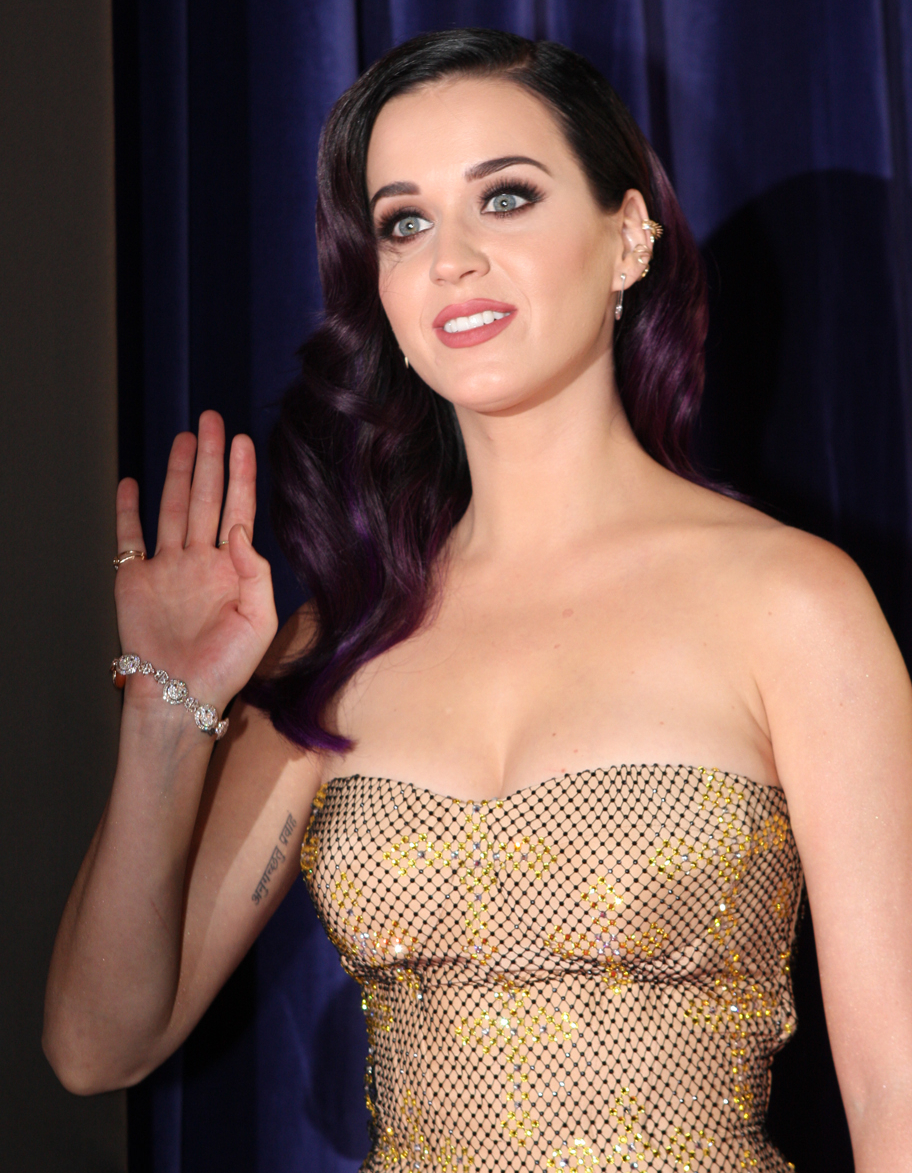
بيري في العرض الأول لجزء مني في أستراليا.

- هيو جاكمان بنفس شخصيتة (المراسل 1)
- هيرويوكي سانادا بنفس شخصيتة (المراسل 2)

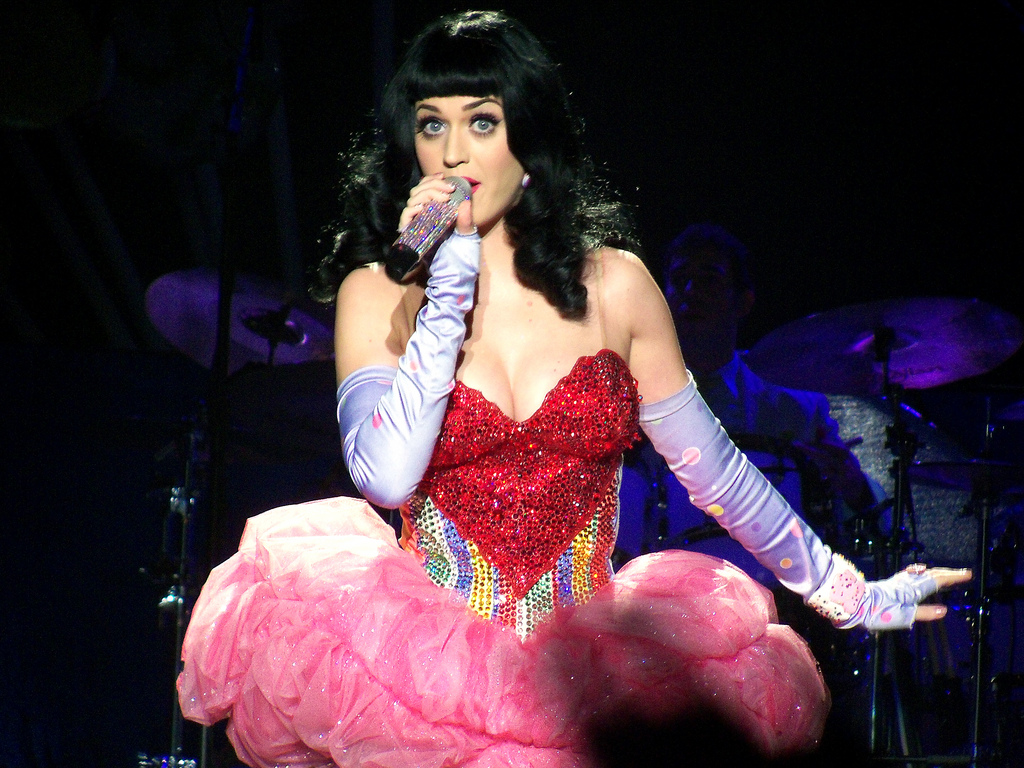
كيتي بيري أثناء عرض جولة الأحلام بكاليفورنيا

- ريلا فوكوشيما بنفس شخصيتها

الادوار الثانوية

- كشا
- أديل [1]
- ريهانا [2]
- المطربه ليدي غاغا
- برتني سبيرز
- كارلي راي جيبسن
- ريبيكا بلاك
- راسل براند (غير معتمد) [1]
- ووبي غولدبرغ (غير معتمد)
- جاستين بيبر (غير معتمد)
- جيسي جي (غير معتمدة) [3]
- بيلا ثورن (غير معتمدة)
- ذا ماتريكس (لقطات أرشيفية)

## الخلفية والترويج
في 7 مارس 2012، أعلنت كيتي بيري عبر تويتر أنها وباراماونت بيكتشرز سينشران فيلم جزئي بأسم (كيتي بيري: جزء مني)، جزءًا من حفلة موسيقية في منتصف عام 2012. أخبرت قناة أم تي في (الأخبارية)أن الفيلم كان بمثابة اختتام لالبوم حلم المراهقة ء، وشرح ما يمكن توقعه، قائلاً: "إنه يغلق الفصل الخاص بحلم المراهق، لكنه يمنحك هذا المنظور الداخلي.... هذا الفيلم، أنت "سوف أراها من وجهة نظري أفضل صديقة، سترى بالضبط ما أعنيه وأشعر بالتفكير في كل شيء".
تم وضع تذكرة ذهبية واحدة للفيلم الأول في نسخة كصدفة طبيعية من حلم المراهقة: الاختلاط الكامل تم بث المقطع الدعائي الأول للفيلم خلال جوائز اختيار الأطفال لعام 2012. في 31 مارس 2012، أعلنت كيتي عبر تويتر أنه سيتم إصدار الفيلم خلال عطلة نهاية الأسبوع من يوم 4 يوليو. تم إصدار ا إعلان للفيلم في 2 أبريل، 2012 على متاجر أي تونز في جميع أنحاء العالم. تعاونت بيري مع شركة بيبسي للترويج للفيلم. شملت هذه الشراكة مواقع تلفزيونية وإذاعية مشتركة، والإعلانات الرقمية وشاشات البيع بالتجزئة. عرضت جميع عناصر الحملة خط علامة بيبسي العالمية الجديدة «عيش الآن».
أتاحت الحملة الفرصة للمستهلكين الفوز برحلات لحضور العرض العالمي الأول للفيلم في لوس أنجلوس، والذي تضمن أداءً حيًا لبيري. عقدت بيري وشاركت لأول مرة في سيدني وأستراليا ولندن بإنجلترا، حيث كانت تمشي «السجادة الحمراء». في 30 يوليو 2012، كان هناك عرض أولي في ريو دي جانيرو، البرازيل بحضور بيري.
تم تصميم نظارات 3D الخاصة وتوزيعها في المسارح. تميزت النظارات بزخارف «شريط من الحلوى» باللونين الأحمر والأبيض شائع في أسلوب بيري البصري، كما ظهرت علامة هاشتاج تويتر الرسمية على هذا الفيلم.

## إطلاق الفيلم
تم تصنيف هذا الفيلم بي جي (اقترح توجيه الوالدين، وهو تصنيف في نظام تقييم الأفلام الاختياري يشير إلى أن بعض المواد قد لا تكون مناسبة للأطفال.) «لبعض المحتويات الإيحائية واللغة والعناصر الموضوعية والتدخين لفترة وجيزة» من قبل جمعية السينما الأمريكية.

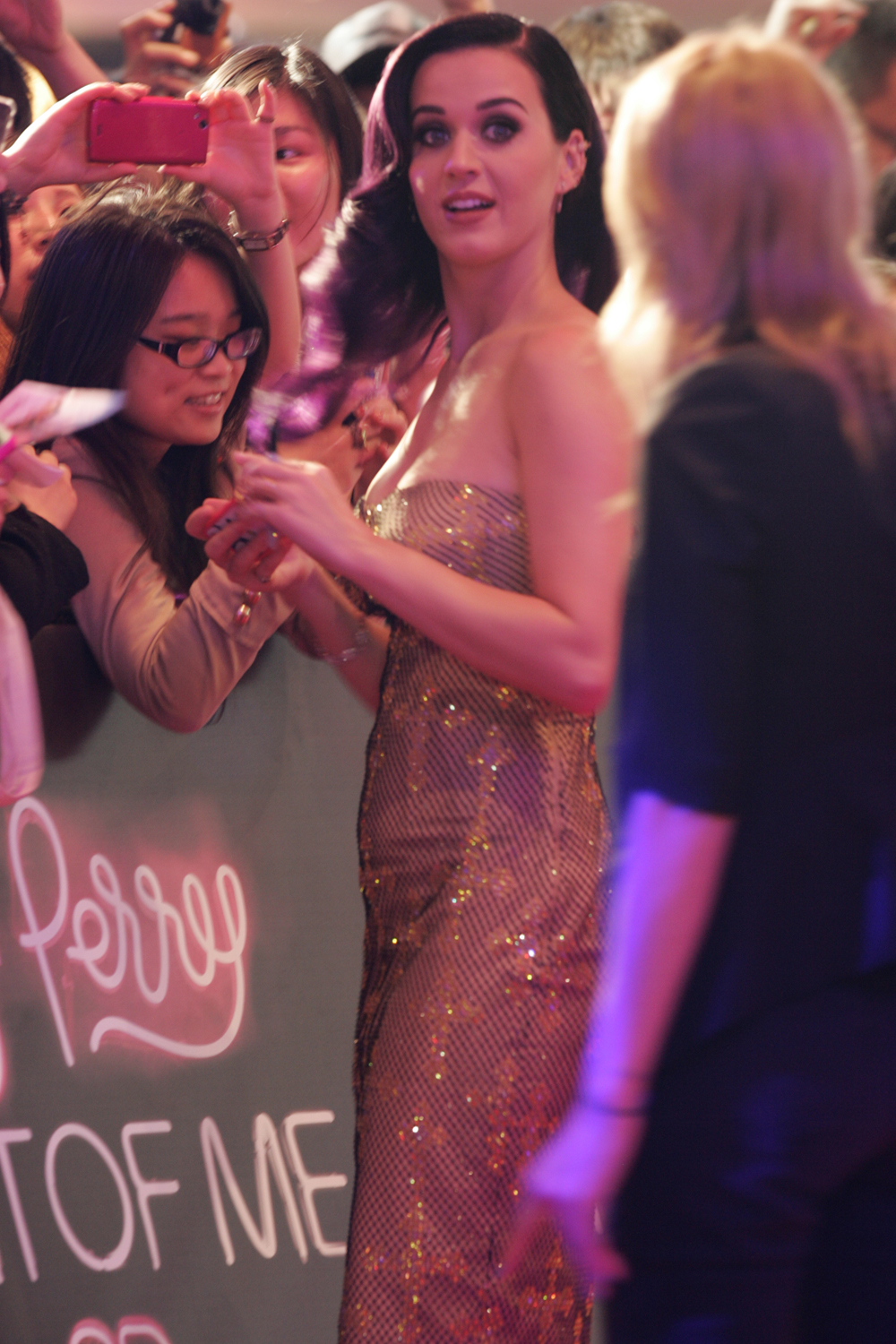
العرض الأول لفيلم كيتي بيري: جزء مني في سيدني، أستراليا. شاهد مئات من المشجعين وعشرات من وسائل الإعلام الإخبارية وبيري يروجون لفيلمها الجديد.

## النقد
مراجعة الموقع الإلكتروني الإجمالي ذكرت روتين توماتيس (وتعني حرفياً: الطماطم الفاسدة) هوَ موقع ويب مُتَخصّصٌ في تقييماتٍ وأخبارٍ ومعلوماتٍ حولَ الأفلام، معروفٌ عالميًا بأنه مُجمّع للتقييمات حيث يجمع تقييمَ النُقّاد لأي فيلم ويعطي متوسط تقييم له إضافة إلى نسبة مئوية بالمراجعات الإيجابية، كما صارَ يَشمَلُ أيضاً تقييماتٍ للمُسلسلات.أن 76٪ من النقاد قدموا تعليقات إيجابية للفيلم، استنادًا إلى 87 تقييمًا، بمتوسط تقييم يبلغ 6.4 من أصل 10. وذكر جميع النُقاد أن «فيلم كيتي بيري: جزء مني يكمن نجاحه يكمن في نقاط القوة في البوب إمكانات النجم الحقيقية، وإلهام أخلاقيات العمل، وعرض مسرحي مبهر، حتى لو كان يلعب إلى حد ما كنفحة العلاقات العامة في بعض الأحيان». في موقع ميتاكريتيك، الذي يعين تصنيفًا طبيعيًا من 100 إلى تعليقات من النقاد السائدين، حصل الفيلم على معدل تقييم يبلغ 57، بناءً على 24 تقييمًا، مما يشير إلى مشاركات مختلطة. أعطت الجماهير المستطلعة من قبل شركة أبحاث السوق سينماسكور كيتي بيري: جزء مني «أمتياز» في المتوسط. قال نيل سميث من شركة توتال فيلم: «على الرغم من كونه متوهجًا ومصنوعًا من شعرات بيريز متعددة الألوان، إلا أن فيلم جزءًا مني يستحق الشهرة للسماح لعنصر من عدم القدرة على التنبؤ بالتطفل على استغلاله اللوغاري والسوقية.»  وقالت إليزابيث فايتسمان من صحيفة نيويورك ديلي نيوز: «قد تكون بيري هي أكثر الرقيقات شهرة في العالم، لكنها على يقين من أنها تعلم كيف ترينا وقتٌ مُمتع». صرح أندرو ماك مورتي من فيلمكينك، «في نهاية المطاف، فيلم جزء مني هو للمشجعين، ولكن يجب أن يكون مهتمًا بالأشخاص المهتمين بثقافة المشاهير».

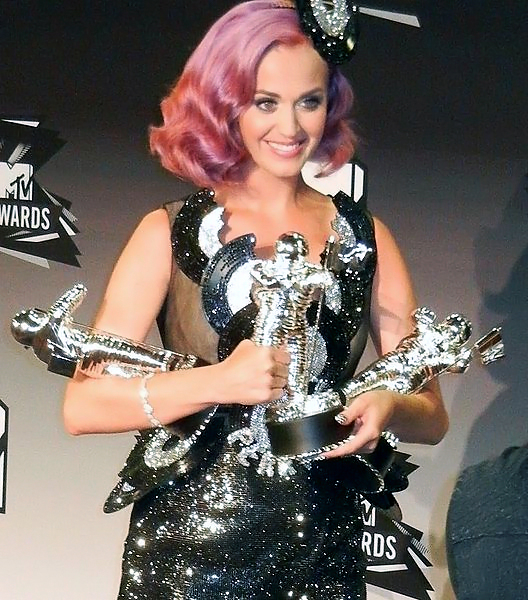

شملت التعليقات السلبية لمارك أولسن من زعم مجلة بوكس أوفيس على أن «هذه النظرة التي يفترض أنها صادقة وراء الكواليس في جولة بيري 2011 العالمية غالبًا ما تشبه إدارة العلامات التجارية الحادة». كما أعطت أليسون ويلمور من تايم آوت نيويورك الفيلم نظرة سلبية بشكل عام، قائلة: «إن لقطات الأداء ثلاثية الأبعاد مدهشة للغاية، على الرغم من أن محور الفيلم اللامتناهي هو للمغنية اللطيفة ستستنفد بسرعة جميع المشجعين المخلصين».
شباك التذاكر

في عطلة نهاية الأسبوع الافتتاحية، حقق الفيلم ما مقداره 7.138.266 دولارًا في 2730 مسرحًا في الولايات المتحدة وكندا، حيث احتل المرتبة الثامنة في شباك التذاكر. Katy Perry: حقق فيلم جزءًا مني إجمالي 25,326,071 دولارًا محليًا و7،400,885 دولارًا دوليًا، بإجمالي 32,726,956 دولارًا في جميع أنحاء العالم. في الولايات المتحدة، هو سابع أكبر فيلم وثائقي يُحصد ، وخامس أعلى فيلم موسيقي حتي الآن.
التطبيقات تقنية بلو راي ودي في دي

في 18 من شهر سبتمبر، تم إصدار قرص الفيديو الرقمي للفيلم، حيث بيع 112,296 نسخة في الأسبوع الأول، محققًا ربحًا يزيد عن مليون دولار. بالإضافة إلى ذلك، باعت تقنية بلو راي ثري دي أكثر من 200.000 نسخة خلال أول شهرين من الإصدار. كما تم إصدار الفيلم رقميًا بما في ذلك تيار مباشر عبر صفحة بيري علي الفيسبوك التي تم بثها مباشرة في 20 يونيو 2014.

## الجوائز
جوائز اختيار المراهقين

| السنة | العمل              | الجائزة                            | النتيجة |
| ----- | ------------------ | ---------------------------------- | ------- |
| 2012  | كيتي بيري: جزء مني | فيلم الصيف المُختار: كوميدي/ موسيقي | الفوز   |

## وصلات خارجية
- كيتي بيري: جزء مني على موقع IMDb (الإنجليزية)
- كيتي بيري: جزء مني على موقع ميتاكريتيك (الإنجليزية)
- كيتي بيري: جزء مني على موقع روتن توميتوز (الإنجليزية)
- كيتي بيري: جزء مني على موقع نتفليكس (الإنجليزية)
- كيتي بيري: جزء مني على موقع قاعدة بيانات الأفلام العربية
- كيتي بيري: جزء مني على موقع ألو سيني (الفرنسية)
- كيتي بيري: جزء مني على موقع Turner Classic Movies (الإنجليزية)
- كيتي بيري: جزء مني على موقع أول موفي (الإنجليزية)
- كيتي بيري: جزء مني على موقع بوكس أوفيس موجو (الإنجليزية)
- كيتي بيري: جزء مني على موقع فيلمافينيتي (الإسبانية)

- https://www.katyperry.com/
- https://www.imdb.com/title/tt2215719/